# Сандху, Харнааз
Харнааз Каур Сандху (род. 3 марта 2000 года в городе Чандигарх, Индия) — индийская модель, победительница конкурса «Мисс Вселенная 2021». Сандху ранее была коронована как «Мисс Вселенная Дева-2021» и стала третьей участницей из Индии, выигравшей «Мисс Вселенную».

## Ранняя жизнь и образование
Сандху родилась в деревне Кохали в округе Гурдаспур, Пенджаб, недалеко от города Батала, у родителей Притампала Сингха Сандху и Рабиндер Каур Сандху. Её отец — риэлтор, мать — гинеколог, у неё также есть старший брат по имени Харнур. Сандху воспитывалась в семье сикхов, а её отец имеет джатское происхождение.
В 2006 году семья переехала в Англию, а через два года вернулась в Индию и поселилась в городе Чандигарх, где выросла Сандху. Она посещала государственную школу Шивалик и последипломный государственный колледж для девочек в Чандигархе. До того, как стать Мисс Вселенная, Сандху получила степень магистра государственного управления.

## Конкурс красоты
30 сентября 2021 Сандху стала победительницей конкурса «Мисс Вселенная Индия 2021», получив корону от бывшей обладательницы титула Адлин Кастелино. Как Мисс Дева 2021 года, Сандху получила право представлять Индию на конкурсе Мисс Вселенная 2021 года, который состоялся 12 декабря 2021 года в Эйлате, Израиль, где она была коронована как победительница. Она стала третьей уроженкой Индии в истории, получившей титул «Мисс Вселенная».